# Antonio Rúbert de la Iglesia
Antonio Rubert de la Iglesia fue un militar español que luchó en la guerra civil española al servicio de la República. A lo largo de la contienda mandó diversas unidades, como las divisiones 9.ª y 29.ª o el VII Cuerpo de Ejército.

## Guerra civil española
En julio de 1936 ostentaba el rango de capitán y estaba destinado en el regimiento «Wad-Ras» n.º 1, de guarnición en Madrid.

### Frente del Centro
El 2 de agosto de 1936 sustituye al comandante Luis Noé al frente de las tropas regulares (dos compañías de infantería de los regimientos n.º 1 y 2) que participan en el asedio al Alcázar de Toledo. El 2 de septiembre ocupa el lugar del coronel Álvarez-Coque como comandante militar de Toledo, siendo el máximo responsable militar del asedio al Alcázar. En este puesto dura pocos días, ya que el 14 de septiembre es sustituido por el teniente coronel Barceló. Durante el mes de septiembre sigue en Toledo preparando su defensa ante la cercanía de las tropas del Ejército de África y luego cubre el sur del Tajo desde Toledo a Aranjuez. A finales de año, al ascender Burillo, se le da el mando de dicha columna, ya como comandante, la cual pasará a denominarse 45.ª Brigada Mixta el 31 de diciembre de 1936.
En los últimos días del año se traslada con parte de la columna al frente de Guadalajara, en donde al parecer participa en el ataque sobre Sigüenza.
Al iniciarse la Batalla del Jarama dicha Brigada se encuentra en el sector de Aranjuez, por lo que no participa en las operaciones. El 16 de febrero de 1937 se forma la División «D» (luego denominada como 9.ª División), al mando del teniente coronel Arce, con la 45.ª Brigada Mixta como unidad principal, y continuó en su sector sin participar en los combates del Jarama que todavía tienen lugar en la segunda quincena de febrero.

### Frente de Extremadura
En abril de 1937 toma el mando de la 9.ª División, siendo sustituido en la 45.ª Brigada por el comandante Fernando Gallego Porro. En dicho puesto permanecerá hasta febrero de 1938, cuando es reclamado por Burillo (jefe del Ejército de Extremadura) para que mande la recién creada 29.ª División del VII Cuerpo de Ejército. En la 9.ª División le sustituyó Manuel Uribarri Barutell. El 30 de marzo de 1938 es nombrado jefe del VII Cuerpo de Ejército, alcanzando en el mes de mayo el grado de teniente coronel. Al mando de dicha unidad toma parte en la batalla de la Bolsa de la Serena (ya en el mes de julio de 1938). Debido a la pobre actuación de su unidad en esta batalla, a finales del mes de julio es sustituido por Manuel Márquez Sánchez de Movellán, dentro de la política de cambio de mandos consecuencia de la derrota republicana.
En marzo de 1939, al final de la contienda, intentó embarcar en un barco y abandonar España.